# فلسفة علم الأعصاب

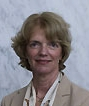

فلسفة علوم الأعصاب (بالإنجليزية: Neurophilosophy) هي دراسة التخصصات في علم الأعصاب مع الفلسفة التي تستكشف أهمية هذه الدراسة، وتصنف هذه الفلسفة ضمن فلسفة العقل. هذه الفلسفة هي عبارة عن محاولات لتوضيح الأساليب والنتائج بدقة باستخدام منهج فلسفة العلوم.
لاتزال قضية الدماغ والعقل محل نقاش، لكن حتى لو اكتشف علم الأعصاب في نهاية المطاف أنه لا توجد علاقة سببية بين الدماغ والعقل، سيبقى العقل متربطاً بالدماغ. البعض سيقول بأنها ظاهرة عرضية، وعلى هذا النحو، فإن علم الأعصاب مع ذلك سيظل ذو صلة بفلسفة العقل. وجهة النظر الأخرى، هي إذا وجد علم الأعصاب في نهاية المطاف تداخل تام بين ظاهرة الدماغ والعقل، فإنه لن يكون هناك بديل لعلم الأعصاب في دراسة العقل. من الواضح أنه بغض النظر عن حالة الجدل في قضية الدماغ والعقل، فإن دراسة علم الأعصاب مرتبطة مع الفلسفة.